# Open Saint-Gaudens Midi-Pyrénées 2013
L'Open Saint-Gaudens Midi-Pyrénées 2013 è stato un torneo di tennis facente parte della categoria ITF Women's Circuit nell'ambito dell'ITF Women's Circuit 2013. È stata la 10ª edizione del torneo che si è giocata a Saint-Gaudens in Francia dal 13 al 19 maggio 2013 su campi in terra rossa e aveva un montepremi di $50,000+H.

## Partecipanti

### Teste di serie
| Nazionalità   | Giocatrice        | Ranking* | Testa di serie |
| ------------- | ----------------- | -------- | -------------- |
| Paesi Bassi   | Arantxa Rus       | 87       | 1              |
| Taipei cinese | Chang Kai-chen    | 121      | 2              |
| Stati Uniti   | Jessica Pegula    | 125      | 3              |
| Canada        | Sharon Fichman    | 126      | 4              |
| Brasile       | Teliana Pereira   | 129      | 5              |
| Stati Uniti   | Vania King        | 131      | 6              |
| Slovenia      | Polona Hercog     | 134      | 7              |
| Francia       | Claire Feuerstein | 137      | 8              |

- Ranking al 6 maggio 2013.

### Altre partecipanti
Giocatrici che hanno ricevuto una wild card:
- Deniz Khazaniuk
- Victoria Larrière
- Alizé Lim
- Aravane Rezaï

Giocatrici che sono passate dalle qualificazioni:
- Elena Baltacha
- Anna-Lena Friedsam
- Myrtille Georges
- Alison Van Uytvanck
- Séverine Beltrame (lucky loser)
- Yuliya Kalabina (lucky loser)

## Vincitrici

### Singolare
Paula Ormaechea ha battuto in finale  Dinah Pfizenmaier con il punteggio di 6–3, 3–6, 6–4

### Doppio
Julia Glushko /  Paula Ormaechea hanno battuto in finale  Stéphanie Dubois /  Kurumi Nara con il punteggio di 7–5, 7–6(13–11)